# Nanočestica
Nanočestica je čestica veličine između 1 i 100 nanometara. U nanotehnologiji, čestica se navodi kao mali objekat koji se ponaša kao celina u odnosu na prevoz i svojstva. Čestice se dalje svrstavaju i po veličini. Ekstremno fine čestice su iste kao nanočestice između 1 i 100 nanometara; fine čestice imaju veličinu od 100 do 2.500 nanometara, dok grube čestice pokrivaju veličinu od 2.500 do 10.000 nanometara.
Istraživanje nanočestica je trenutno poprište intenzivnog naučnog istraživanja kako bi se ono iskoristilo za široku potencijalnu uporabu na biomedicinskom, optičkom i elektronskom polju. Nacionalna nanotehnološka inicijativa je dovela do velikodušnih javnih fondova kako bi se finansiralo istraživanje nanočestica u SAD-u.

## Literatura
- Jackie Y. Ying (2001). Nanostructured Materials. Academic Press. стр. 5—. ISBN 978-0-12-744451-2.
- Salata, OV (2004). „Applications of nanoparticles in biology and medicine”. Journal of Nanobiotechnology. 2 (1): 3. ISSN 1477-3155. PMC 419715 . PMID 15119954. doi:10.1186/1477-3155-2-3.
- Nanoparticles Used In Solar Energy Conversion (ScienceDaily).
- Nanoparticles: An occupational hygiene review Архивирано на веб-сајту  (24. септембар 2015) by RJ Aitken and others. Health and Safety Executive Research Report 274/2004
- EMERGNANO: A review of completed and near completed environment, health and safety research on nanomaterials and nanotechnology by RJ Aitken and others.
- High transmission Tandem DMA for nanoparticle studies by SEADM, 2014.

## Spoljašnje veze
- Nanohedron.com Архивирано на веб-сајту  (29. октобар 2007) fotografije nanočestica
- Lectures on All Phases of Nanoparticle Science and Technology Архивирано на веб-сајту  (29. август 2010)
- ENPRA – Risk Assessment of Engineered NanoParticles EC FP7 Projekt